# An*tique
An*tique（アンティーク）は有限会社ムーンパロットのアダルトゲームブランド。
漫画家、イラストレーターの森野うさぎが代表を務めている。

## 作品一覧
- 2002年 - あそび塾
- 2004年 - カミたま〜神様のたまご
- 2005年 - ぷらねこ Planet of the cats
- 2006年 - 偲笛恋華